# Глава муниципального образования
Глава́ муниципа́льного образова́ния — высшее должностное лицо муниципального образования, наделённое Уставом муниципального образования и Федеральным законом № 131-ФЗ, от 6 октября 2003 года, «Об общих принципах организации местного самоуправления в Российской Федерации» собственными полномочиями по решению вопросов местного значения.
В российских регионах применяются разные наименования должности главы муниципальных образований — «глава города (района, посёлка, села)», «мэр города (района)», «глава местного самоуправления», «руководитель муниципального образования» и тому подобное.

## Основные полномочия главы муниципального образования
Глава муниципального образования:
- представляет муниципальное образование в отношениях с органами местного самоуправления других муниципальных образований, органами государственной власти, гражданами и организациями, действует от имени муниципального образования;
- подписывает и обнародует в порядке, установленном уставом муниципального образования, нормативные правовые акты, принятые представительным органом муниципального образования;
- издает в пределах своих полномочий правовые акты;
- вправе требовать созыва внеочередного заседания представительного органа муниципального образования;
- обеспечивает осуществление органами местного самоуправления полномочий по решению вопросов местного значения и отдельных государственных полномочий, переданных органам местного самоуправления федеральными законами и законами субъекта Российской Федерации.

## Порядок избрания и полномочия главы муниципального образования
Порядок избрания и полномочия главы муниципального образования устанавливаются уставом муниципального образования, в соответствии с федеральным законом. Федеральный закон от 6 октября 2003 года № 131-ФЗ «Об общих принципах организации местного самоуправления в Российской Федерации» предусматривает несколько возможных вариантов порядка избрания и полномочий главы муниципального образования:
- глава муниципального образования избирается на муниципальных выборах и является главой местной администрации — такая структура позволяет усилить взаимосвязь избирателей с местным самоуправлением и сосредоточить в руках главы муниципального образования наибольший объем полномочий и реальные рычаги власти и используется в большинстве муниципальных образований в России.
- глава муниципального образования избирается на муниципальных выборах и является председателем представительного органа муниципального образования, а глава местной администрации назначается по конкурсу — такая структура не очень распространена, позволяет выборному главе муниципального образования «царствовать, но не править».
- глава муниципального образования избирается представительным органом муниципального образования из своего состава, а глава местной администрации назначается представительным органом по конкурсу — такая структура получила распространение в последнее время, при такой структуре глава муниципального образования является лишь номинальной фигурой, а реальная власть сосредоточена у главы местной администрации, на которого примерно равное влияние могут оказывать представительный орган муниципального образования и администрация региона, от которых в различной степени зависит его назначение и смещение.
- глава муниципального образования избирается представительным органом из своего состава, возглавляет представительный орган и является главой местной администрации — такая структура допускается только в сельских поселениях, потому что там управленческий аппарат невелик и нет необходимости разграничения полномочий главы местной администрации и председателя представительного органа, а также во  внутригородских муниципальных образованиях городов федерального значения.